# Демографија Бугарске

## Демографски подаци изCIA World Factbook

### Становништво
7.761.367 (Јул 2006. процена)

### Старосна структура
0-14 година: 14,1% (мушкарци 539.005/жене 512.762)
15-64 година: 68,7% (мушкарци 2.516.368/жене 2.599.524)
65 и више година: 17,2% (мушкарци 531.008/жене 751.682) (2005. процена)

### Медијална старост
Укупно: 40,66 година
Мушкарци: 38,59 година
Жене: 42,66 година (2005. процена)

### Стопа раста становништва
-0,52% (2005. процена)

### Стопа наталитета
10,7 рођења/1.000 становника (2005. процена)

### Стопа морталитета
14,26 смрти/1.000 становника (2005. процена)

### Нето стопа миграције
0 миграната/1.000 становника (2005. процена)

### Полна структура
На рођењу: 1,06 мушкараца/жена
До 15 година: 1,05 мушкараца/жена
15-64 година: 0,97 мушкараца/жена
65 година и више: 0,71 мушкараца/жена
Укупно становништво: 0,93 мушкараца/жена (2005. процена)

### Стопа смртности одојчади
Укупно: 20,55 смрти/1.000 живорођених
Мушкарци: 24,31 смрти/1.000 живорођених
Жене: 16,56 смрти/1.000 живорођених (2005. процена)

### Очекивано трајање живота на рођењу
Укупно становништво: 72,03 година
Мушкарци: 68,41 година
Жене: 75,87 Година (2005. процена)

### Стопа укупног фертилитета
1,57 рођене деце/жени (2009. процена)

### HIV/AIDS
Стопа преваленције одраслих: мање од 0,1% (2001. процена)
Регистровани оболели са HIV/AIDS: 346 (2001. процена)
Смрти: 100 (2001. процена)

## Демографски подаци на основу Пописа становништва 2001. године

### Етничке заједнице
Бугари 83,9%, Турци 9,4%, Роми 4,7%, остали 2% (2001).

### Религија
Бугарски православци 82,6%, Муслимани 12,2%, остали хришћани 1,2%, остали, атеисти и неизјашњени 4%.

## Демографска политика
Прогресивно смањење бугарског становништва отежава економски раст и побољшање благостања, а мјере управљања предузетим за ублажавање негативних посљедица не рјешавају суштину проблема. Програм Владе за период 2017 - 2021 је први који има за циљ да превазиђе тренд. Програм такође идентификује приоритетна средства за постизање овог циља: мере за повећање стопе наталитета, смањење емиграције младих и изградњу регулаторних и институционалних капацитета за имплементацију модерне политике имиграције прилагођене потребама бугарског бизниса.